# Quắn hoa hoa trắng
Quắn hoa hoa trắng (danh pháp khoa học: Helicia albiflora) là một loài thực vật thuộc họ Proteaceae được Sleumer mô tả lần đầu năm 1939 và hiện tên loài đang ở tình trạng chưa giải quyết. Đây là loài đặc hữu của Papua New Guinea. Chúng hiện đang bị đe dọa vì mất môi trường sống.